# Frankie Carle
Frankie Carle, geboren als Francis Nuncius Carlone, (* 25. März 1903 in Providence, Rhode Island; † 7. März 2001 in Mesa, Arizona) war ein US-amerikanischer Big Band Leader, Komponist und Pianist des Swing und der Tanzmusik.

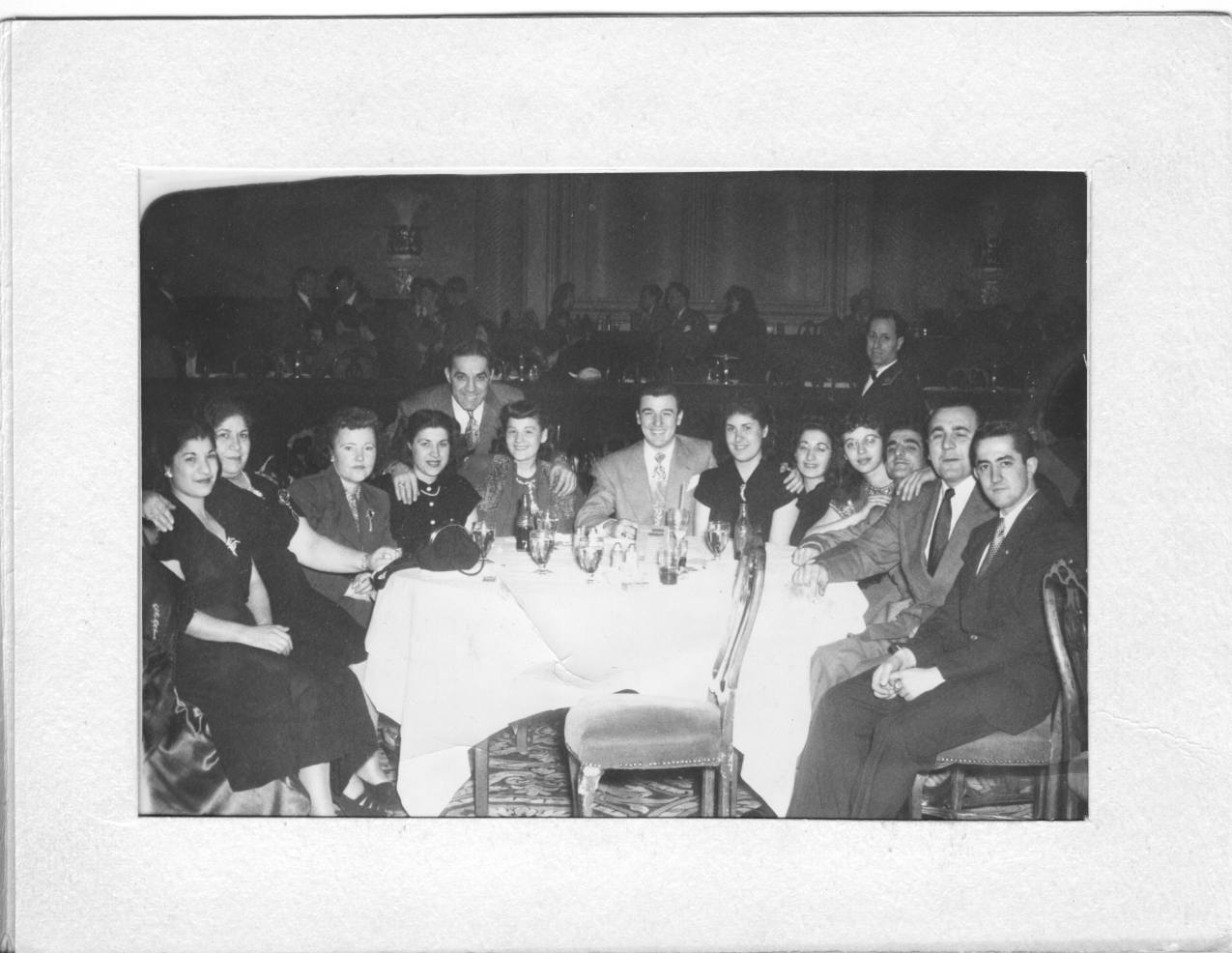
Frankie Carle (fünfter von links)

## Leben
Carle spielte 1916 zuerst professionell in der Band seines Onkels. 1921 machte er als Mitglied der Band von Edwin J. McEnelley erste Aufnahmen. 1936/37 war er in der Band von Mal Hallett, wo er u. a. mit Gene Krupa und Jack Teagarden spielte. Danach hatte er eine eigene Band, bevor er 1939 in die von Horace Heidt eintrat, die er mit leitete und wo er sich übers Radio einen Namen machte, bevor er 1944 eine eigene Big Band gründete, unterstützt von Heidt, der sich zurückzog. Sänger der Band waren u. a. seine Tochter Marjorie Hughes und Paul Allen. Daneben trat er auch als Komponist mit Stücken wie „Roses in the Rain“ und „Sunrise Serenade“ in Erscheinung, das 1939 ein Nummer-1-Hit für das Casa Loma Orchestra war.
In den 1940er-Jahren hatte er eigene Hits mit der „Sunside Serenade“, die der Themensong seiner Band wurde, und mit „Oh, What It Seemed to Be“, das 1946 den Spitzenplatz in den US-Charts erreichte. Im Herbst des gleichen Jahres gelang ihm mit „Romours Are Flying“ sein zweiter Nummer-eins-Hit. 1955 löste er seine Band auf und gründete „Frankie Carle and his Rhythm“ mit vier weiblichen Musikern (Gitarre, Schlagzeug, Akkordeon, Bass) und ihm am Klavier. Sie traten In Nachtclubs und in Las Vegas auf. In den 1960ern zog er sich zurück, beteiligte sich aber am Big-Band Revival der 1970er-Jahre, als er mit Freddy Martin in The Big Band Cavalcade auftrat; zuletzt tourte er noch im Jahr 1983.